# Tigran Keosayan
Tigran Keosayan (født 4. januar 1966 i Moskva i Sovjetunionen) er en russisk filminstruktør, skuespiller og manuskriptforfatter.

## Filmografi
- Prezident i ego vnutjka (Президент и его внучка, 1999)[1][2]
- Landysj serebristyj (Ландыш серебристый, 2000)
- Zajats nad bezdnoj (Заяц над бездной, 2006)